# Huancaspata
Huancaspata es una localidad peruana capital del Distrito de Huancaspata de la Provincia de Pataz en el Departamento de La Libertad. Se ubica aproximadamente a unos 350 kilómetros al sureste de la ciudad de Trujillo.